# Neotamias minimus
Neotamias minimus là một loài động vật có vú trong họ Sóc, bộ Gặm nhấm. Loài này được Bachman mô tả năm 1839.

## Hình ảnh

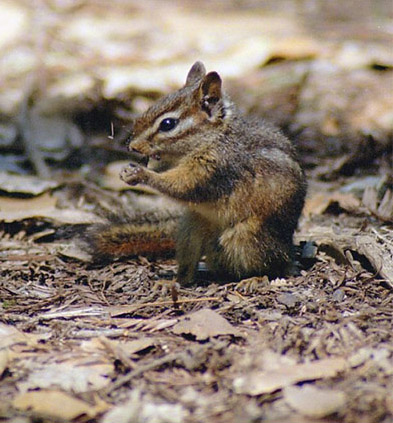
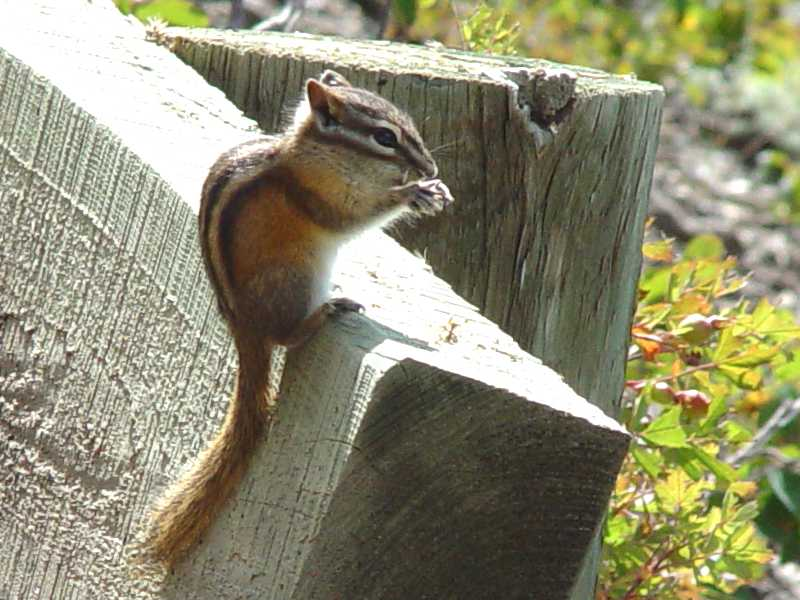
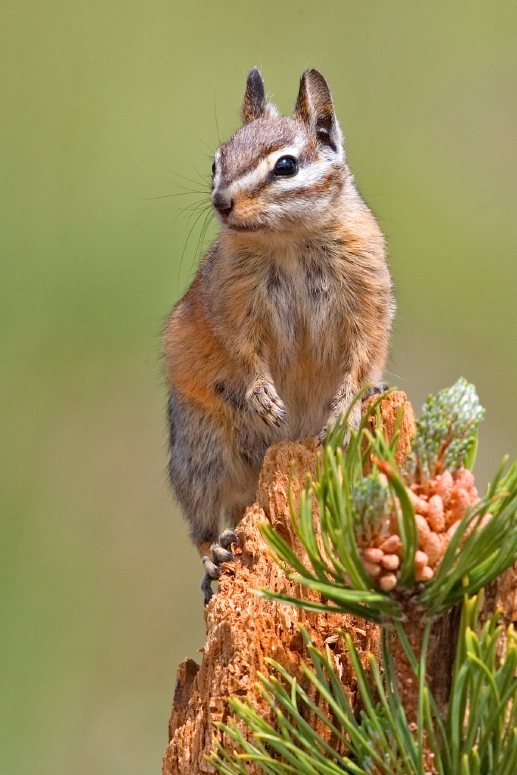